# Serresches Studentenalbum

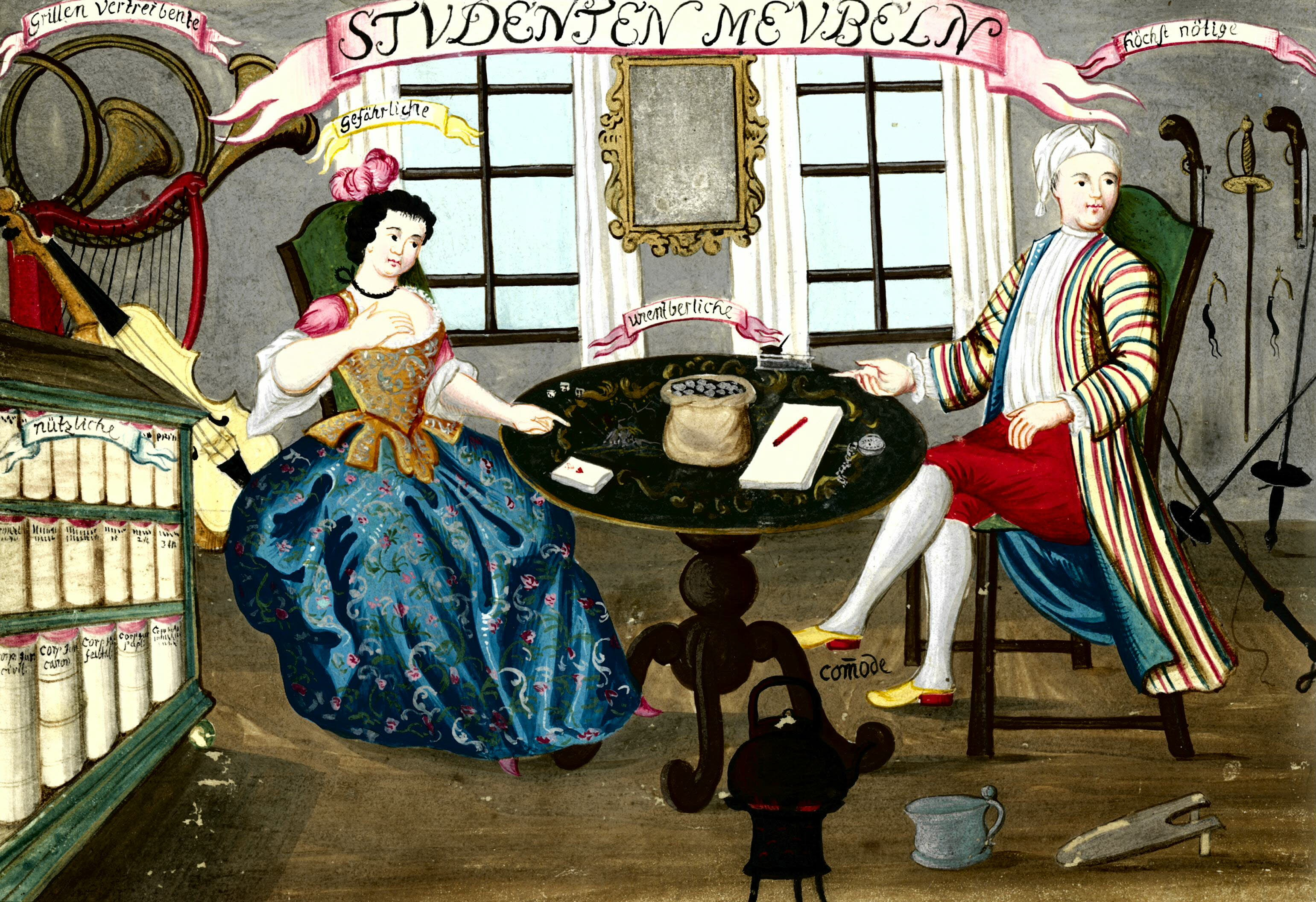
„Studentenmeubeln“: „Nützliche“ – die Bücher / „Grillen Vertreibende“ – die Musikinstrumente / „Gefährliche“ – die Frauen / „Unentbehrliche“ – Spielkarten und Würfel / „Höchst nötige“ – Waffen und Pferdepeitsche / „commode“ – Morgenrock, Zipfelmütze, Nachtgeschirr, Stiefelknecht, Koksofen und Teekessel

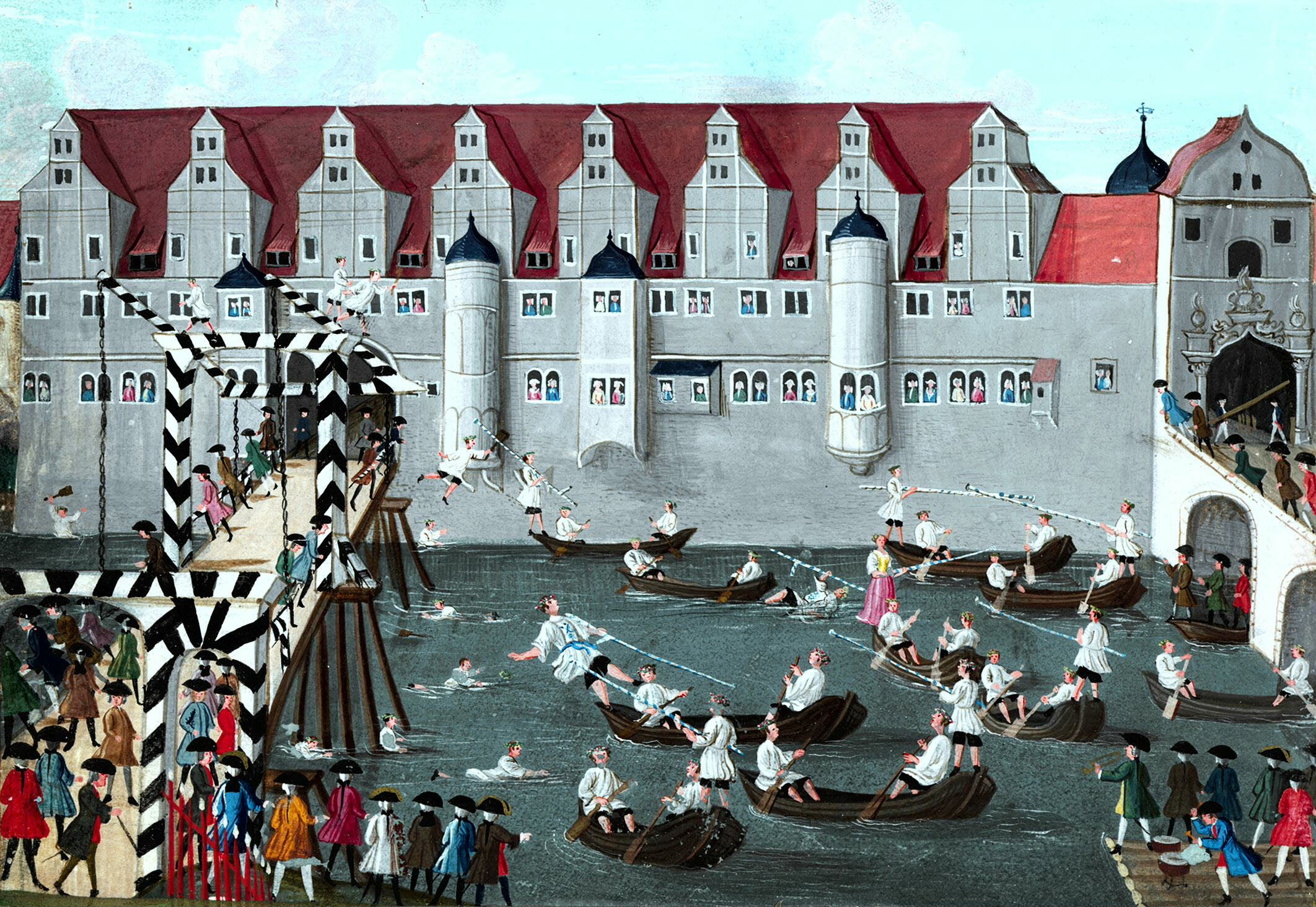
Fischerstechen auf der Saale

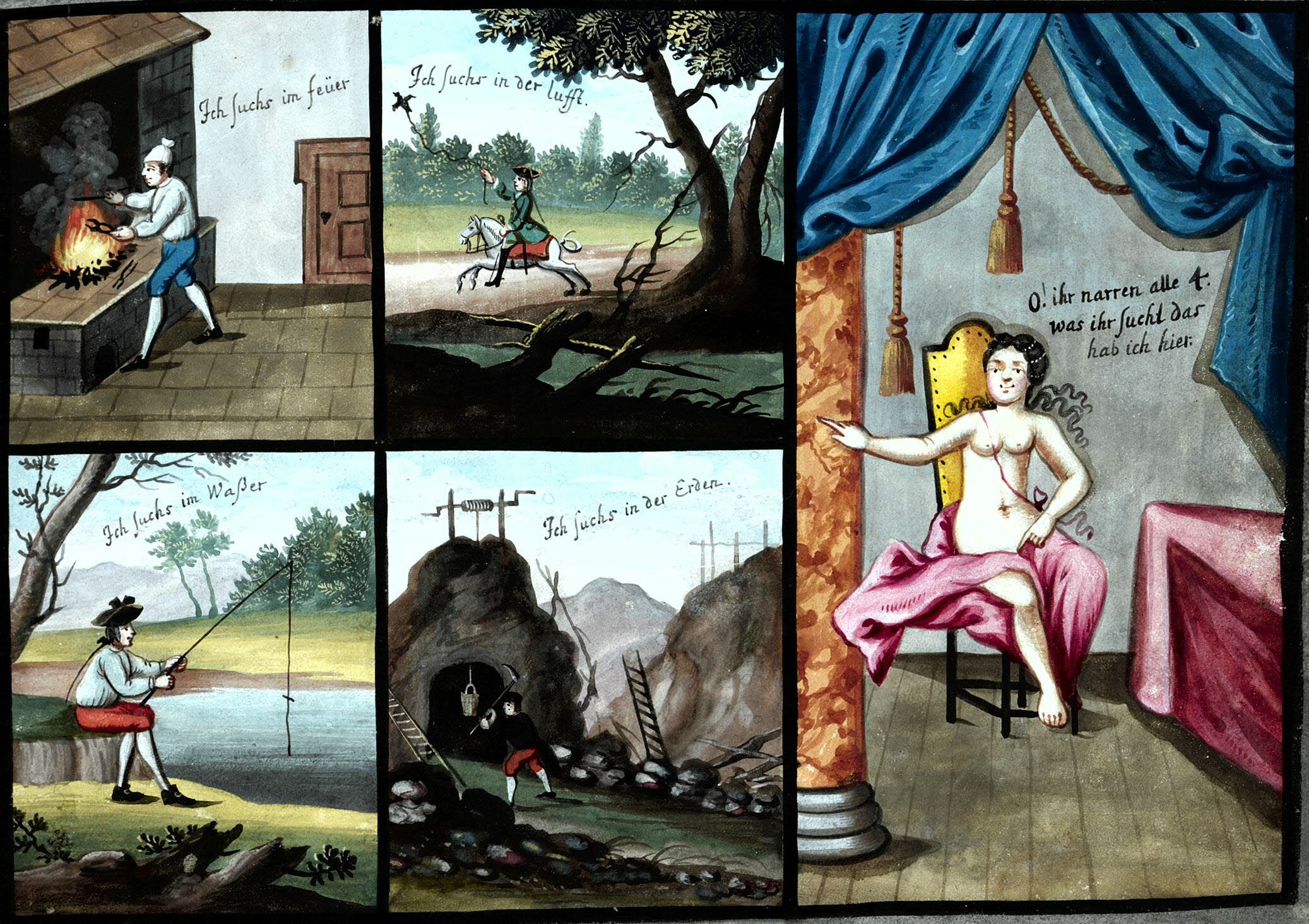
O ihr narren alle 4, was ihr sucht das hab ich hier

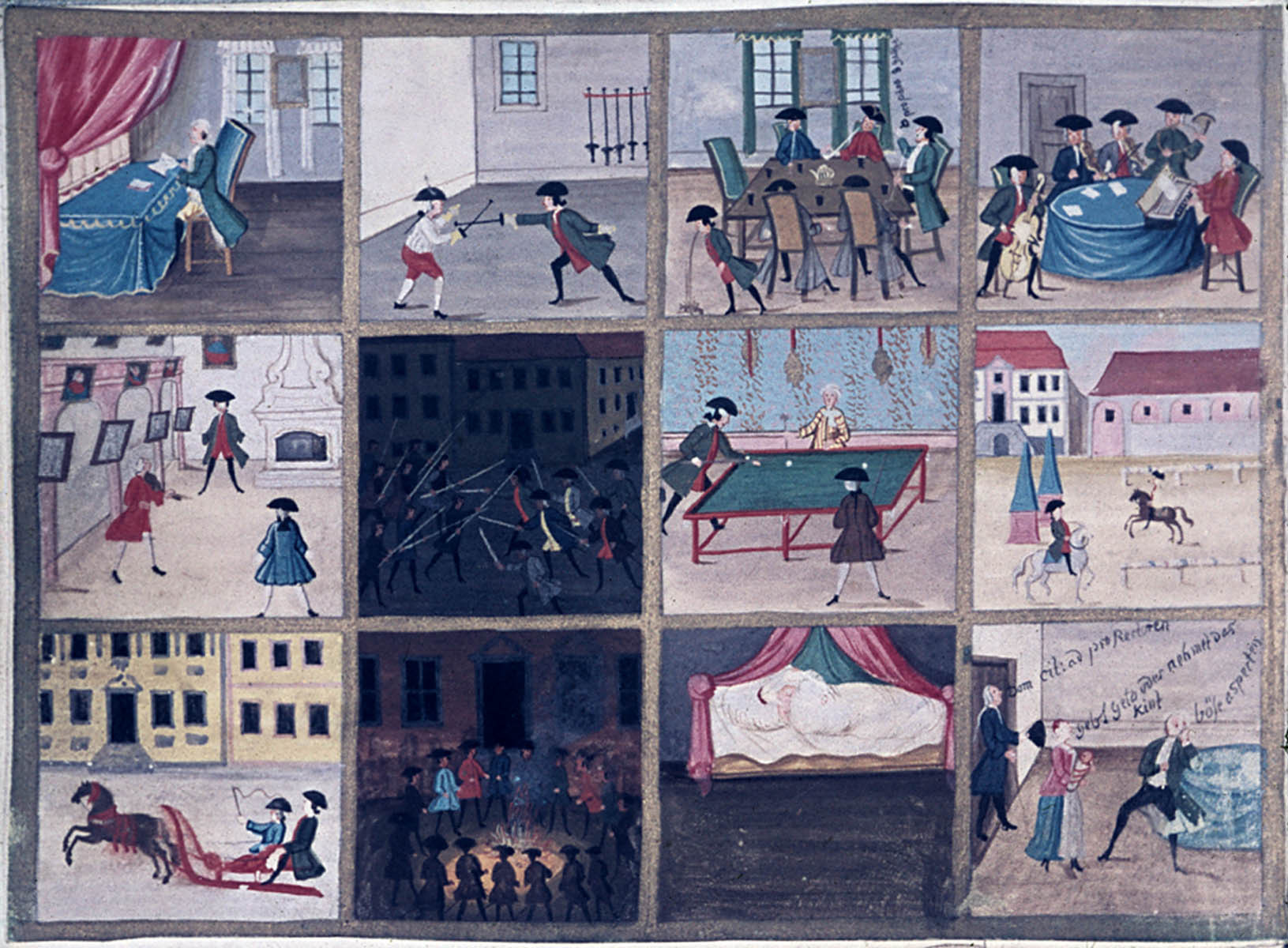
Studentenleben

Das Serresche Studentenalbum ist ein Stammbuch (Freundschaftsalbum) aus der Mitte des 18. Jahrhunderts. Es befindet sich im Stadtarchiv von Halle (Saale) und ist dort Teil einer Sammlung von studentischen Stammbüchern der Martin-Luther-Universität Halle-Wittenberg.

## Bedeutung
Für Werner Piechocki, den ehemaligen Direktor des Staatsarchivs Halle, ist das Serresche Studentenalbum „zweifellos das kostbarste Exemplar der Sammlung“. Das Album enthalte „eine große Anzahl schöner Gouachen“ in der Größe 17,5 mal 13 cm, die in „derbnaiver Manier“, „in seltener Anschaulichkeit und Realistik das Alltagsleben der Studenten an der Universität Halle“ darstellen. Das Stammbuch stammt von Paul Serres (auch Paulus Serrés) und ist um 1748 in Halle entstanden. Es wurde 1943 für 3.900 Reichsmark vom Stadtarchiv erworben. Das Stammbuch umfasst 257 Eintragungen und 26 Bildbeigaben. Der ursprüngliche Besitzer Serres studierte an der Friedrichs-Universität, im Sommersemester 1749 an der Universität Jena  und der Universität Leipzig. Es ist wahrscheinlich, dass er identisch mit dem cand. iur. Paul Serres (1727–1774) aus einer Hugenottenfamilie ist, der am 21. Mai 1750 zum Richter (Juge) der Hugenotten-Kolonien im preußischen Herzogtum Kleve ernannt wurde und bis zu seinem Tod 1774 amtierte. Er residierte in Rees, wo er im Hauptamt preußischer Zollinspektor der königlichen Rheinzölle war.
Das Stadtarchiv Halle besitzt eine Sammlung von 80 Stammbüchern.
1983 wurde eine Auswahl von Bildern aus dem Album von der Halle-Information publiziert. Die Mappe enthält die Abbildungen:
- Studentenleben in Halle (Blatt unterteilt in 12 Teilabbildungen)
- Studenten-Meubeln
- Prorektorwahl
- Studentenumzug auf dem Großen Berlin (einem Platz der Altstadt von Halle)
- Ausflug zu Pferde
- Schlittenfahrt auf dem Marktplatz
- Maskenball in der Faschingszeit
- Festzug der Halloren auf dem Markt
- Fischerstechen auf der Saale

2009 wurde das Stammbuch im Rahmen des Händel-Jahres in Halle ausgestellt. 2011 war es Teil einer Ausstellung zum Studentenleben im 18. Jahrhundert.